# Adrian Belew
Adrian Belew (nascido Robert Steven Belew, 23 de Dezembro 1949, em Covington, Kentucky) é um guitarrista, cantor, compositor, multi-instrumentista e produtor musical americano. É conhecido principalmente por seu trabalho como membro da banda de rock progressivo King Crimson (em que está desde 1981) e por seu método pouco convencional e impressionista de tocar guitarra (em que os sons mais lembram barulhos de animais e máquinas do que notas convencionais).
Amplamente reconhecido como "um guitarrista incrivelmente versátil", Belew lançou por volta de 20 álbuns solo pelas gravadoras Island Records e Atlantic Records, onde misturou um pop-rock inspirado nos Beatles com um toque mais experimental. Seu single de 2005 "Beat Box Guitar" foi indicado para o Grammy na categoria Melhor Performance Instrumental de Rock. Adicionalmente a ser membro do King Crimson, Belew também está na banda de pop mais convencional The Bears e liderando sua própria banda, "Gaga", no fim da década de 1970 e início da década de 1980. Trabalhou extensivamente como músico de sessão e de turnê, em bandas como Talking Heads, David Bowie, Frank Zappa, e Nine Inch Nails.
Belew também já trabalhou com design de instrumentos, colaborando com a Parker Guitars para ajudar a desenhar a sua guitarra personalizada Parker Fly. Esta guitarra é notavelmente diferente do design padrão, contendo eletrônica avançada como um capador captador de sustain e um sistema de modelagem de som Line 6 Variax. Também tem suporte a MIDI, permitindo ser usada com qualquer sintetizador com suporte a MIDI.

## Biografia

### Início e o desenvolvimento musical
Nascido em uma família de classe média - e inicialmente conhecido por amigos e colegas como "Steve Belew" - Adrian Belew tocou bateria na adolescência (tocando com a banda marcial da Ludlow High School) e logo depois na banda de covers do colégio The Denems. Inspirado por Jimi Hendrix, passou a tocar guitarra quando ficou acamado por vários meses em decorrência de uma mononucleose. Não inclinado ao estudo formal de música, Belew foi, todavia, um guitarrista de desenvolvimento rápido e cedo se tornou um ídolo escolar. Essencialmente aprendendo a tocar sozinho apenas ouvindo discos, era ignorante quanto aos truques de criação e manipulação do som para criar certas linhas de guitarra, encontrando maneiras de replicar manualmente estas linhas usando técnicas pouco usuais de execução e desenvolvendo grande interesse por efeitos e tratamentos.
Já maturado como guitarrista e dominando vários estilos de execução, Belew se tornou fortemente preocupado em achar sua própria sonoridade ao invés de soar "como qualquer um". Eventualmente achou seu próprio estilo aprendendo como fazer seus próprios efeitos sonoros na guitarra (como buzinas de carro, ruídos de animais ou som industrial) e então aplicando estes sons em músicas relativamente tradicionais.
No meio dos anos 1970 (e tendo agora formalmente mudado seu primeiro nome para "Adrian", um nome que ele sempre gostou e que preferia usar), Belew mudou-se para Nashville para perseguir uma carreira em tempo integral como músico profissional. Em 1977, já estava tocando com a banda cover regionalmente popular Sweetheart, mas imaginando quando (com 27 anos) perdeu a chance de viver com música autoral.

## Discografia

### Álbuns de estúdio
- Lone Rhino (1982)
- Twang Bar King (1983)
- Desire Caught By the Tail (1986)
- Mr. Music Head (1989)
- Young Lions (1990)
- Inner Revolution (1992)
- The Acoustic Adrian Belew (1993)
- Here (1994)
- The Experimental Guitar Series Volume 1: The Guitar as Orchestra (1995)
- Op Zop Too Wah (1996)
- Belew Prints: The Acoustic Adrian Belew, Vol. 2 (1998)
- Side One (2004)
- Side Two (2005)
- Side Three (2006)
- e (2009)

### Álbuns ao vivo
- Side Four (2007)
- Live Overseas (2009)

### Compilações
- Desire of the Rhino King (1991) - compilação derivada dos primeiros três álbuns
- Salad Days (1999)
- Coming Attractions (2000)

### Outros lançamentos
- com Kevin Max: Raven Songs 101 (2004)
- com Clay & Belew: A Cup Of Coffee And A Slice of Time (2009)